# Selkirk, le véritable Robinson Crusoé
Pour plus de détails, voir Fiche technique et Distribution.
Selkirk, le véritable Robinson Crusoé (Selkirk, el verdadero Robinson Crusoe) est un film d'animation uruguayen, argentin et chilien réalisé par Walter Tournier et sorti en Uruguay et en Argentine en 2012. Le film est sorti en France le 9 janvier 2013. Réalisé en animation image par image et en images de synthèse, ce film d'aventure s'inspire de l'histoire vraie du marin écossais Alexandre Selkirk (1676-1721) qui aurait servi d'inspiration à Daniel Defoe pour son roman Robinson Crusoé.

## Synopsis
Alexandre Selkirk est un jeune marin qui navigue à bord de l’Esperanza sous les ordres du capitaine Bullock. S'étant attiré les foudres de l'équipage, il est trahi et abandonné par ses compagnons sur une île isolée au milieu de l'océan. Il apprend à y survive seul au milieu d'une nature luxuriante.

## Fiche technique
- Titre : Selkirk, le véritable Robinson Crusoé
- Titre original : Selkirk, el verdadero Robinson Crusoe
- Réalisation : Walter Tournier
- Scénario : Enrique Cortés, Mario Jacob, Walter Tournier
- Direction artistique : Lala Severi
- Production : Esteban Schroeder
- Studios de production : Tournier Animation Studio, Cineanimadores, Maíz Producciones
- Pays :  Uruguay,  Argentine,  Chili
- Langue : espagnol
- Budget estimé : 1,25 million de dollars[1]
- Format : couleur
- Durée : 80 minutes
- Dates de sortie :
  -  Argentine : 2 février 2012
  -  Uruguay : 3 février 2012
  -  France : 9 janvier 2013

## Production
Trois studios situés dans trois pays travaillent à la production du film. Tournier Animation Studio, le studio uruguayen du réalisateur Walter Tournier, situé à Montevideo, mène à bien la conception et la fabrication des personnages, des décors et des accessoires du film, ainsi que le tournage de l'animation image par image qui consiste à photographier des statuettes et à les déplacer légèrement entre chaque prise de vue afin de donner l'illusion du mouvement. Le studio chilien Cineanimadores, basé à Santiago du Chili, ajoute ensuite les décors numériques à l'arrière-plan ainsi que les effets spéciaux. Le studio argentin Maíz Producciones, basé à Buenos Aires, se charge du storyboard, de l'enregistrement des voix et de la bande originale ainsi que de l'assemblage des plans définitifs du film (compositing) et du mixage. La production exécutive est assurée par La Suma. Le budget final du film est estimé à 1,25 million de dollars.

## Accueil critique
Le film est présenté en sélection hors compétition au Festival international du film d'animation d'Annecy en 2012.
À sa sortie en salles en France début janvier 2013, le film reçoit un accueil contrasté de la part des critiques de presse, allant du très bon au médiocre. Parmi les critiques les plus favorables, Eithne O'Neill, dans la revue de cinéma Positif, donne au film trois étoiles sur quatre : il apprécie l'esthétique du film et l'originalité de la réalisation, et estime que le rythme est soutenu et les figures animalières d'un anthropomorphisme retenu. Dans Télérama, Nicolas Didier estime que le film séduit par son « impressionnant travail d'animation », la variété de sa galerie de personnages, l'humour des personnages et des trouvailles de Selkirk pour survivre sur l'île, notamment « de rigolos bricolages, façon Michel Gondry période Science des rêves », et la finesse des décors.
Parmi les critiques plus moyennes, Xavier Leherpeur, dans Le Nouvel Observateur, concède que le réalisateur ne possède « ni la virtuosité d’un Burton, ni la cocasserie du tandem Nick Park - Peter Lord (Wallace et Gromit) », mais estime qu'il s'agit malgré tout d'un « film d'animation de très belle tenue » porté par l'habileté de son scénario, ses personnages secondaires, ses idées de décors et une réalisation bien rythmée. L'hebdomadaire L'Express donne au film la note de 2,5 sur 5 et indique que « tous les ingrédiens sont là » pour un film d'aventure et que les enfants l'apprécieront, mais regrette « que l'histoire suive une trame un poil linéaire et que l'animation ne soit pas en mesure de rivaliser avec les standards d'excellence qu'imposent les grands studios ».
Franchement défavorable, Sylvestre Picard, dans Première, donne au film une étoile sur quatre, en appréciant la première moitié du film, qui lui semble « légèrement paillarde » et « assez rigolote grâce à des détails bien vus », mais en jugeant en revanche la seconde « bêtifiante » et en jugeant hideuses les incrustations de quelques plans numériques dans l'animation image par image.